# Валлония
Валло́ния (валлон. Walonreye, фр. Wallonie, нидерл. Wallonië, нем. Wallonien), или Валлонский регион Бельгии — пять южных провинций Бельгии, где наиболее распространённым является французский язык. Является субъектом федерации наряду с Фламандским регионом и Брюссельским столичным регионом. Столица — Намюр. Население — 3 498 384 (2010), площадь — 16 844 км².
Крупнейшие города — Льеж, Намюр, Шарлеруа, Монс, Турне, Динан, Эйпен.

## Происхождение названия
Этимология слова Валлония (нидерл. н.-сакс. Waalnlaand) сходна со словом Уэльс (нидерл. Wales) и Валахия. Оба этих топонима происходят от древнегерманского слова «walh», что значит «чужак». Так германцы называли территории «чуждых», то есть негерманских народов, говоривших на негерманских языках. В скандинавских сагах Галлия именовалась как Валланд. Возможно, что это слово, в свою очередь, восходит к этнониму кельтского племени вольков.

## География
Рельеф провинций Эно и Валлонский Брабант — всхолмлённая равнина. Бо́льшую часть остальных провинций (правобережье Мааса) занимает Арденнская возвышенность. Самая высокая точка Арденн — гора Ботранж в провинции Льеж (694 метра, самая высокая точка Бельгии). Несмотря на не слишком значительную высоту, Арденнская возвышенность именуется местными жителями горами. Ландшафт здесь действительно напоминает горный — с каменными скалами, порожистыми реками и вьющимися серпантином дорогами. Арденны покрыты лесом.
Две крупнейшие реки, протекающие по территории Валлонии, — Маас и Шельда. Большинство других рек Валлонии являются притоками Мааса — Самбра, Семуа, Лес, Урт. Судоходных рек в Валлонии только три — Шельда, Маас и Самбра.

## Административное деление
Валлония делится на пять провинций:
| Карта | Флаг | Герб | Провинция          | Аббревиатура | Адм. центр | Население, чел. (01.01.2010) | Площадь, км² | Плотность, чел./км² |
| ----- | ---- | ---- | ------------------ | ------------ | ---------- | ---------------------------- | ------------ | ------------------- |
|       |      |      | Валлонский Брабант | WBR          | Вавр       | 379 515                      | 1091         | 347,86              |
|       |      |      | Эно                | WHT          | Монс       | 1 309 880                    | 3786         | 345,98              |
|       |      |      | Льеж               | WLG          | Льеж       | 1 067 685                    | 3862         | 276,46              |
|       |      |      | Люксембург         | WLX          | Арлон      | 269 023                      | 4440         | 60,59               |
|       |      |      | Намюр              | WNA          | Намюр      | 472 281                      | 3666         | 128,83              |
|       |      |      | Всего              |              |            | 3 498 384                    | 16 845       | 207,68              |

## Население
Население Валлонии составляет 3 498 384 человек (2010 год). Плотность населения — 207,68 человек на квадратный километр.
Бо́льшая часть населения Валлонии — валлоны, говорящие по-французски. Кроме того, на территории Валлонии (в провинции Льеж) располагается немецкоязычное сообщество, где компактно проживают 71 300 человек, абсолютное большинство которых немецкоязычны. В некоторых муниципалитетах у границы с Фландрией разрешается ограниченное использование нидерландского в делопроизводстве.
Хотя официальным языком Валлонии является французский, в быту до сих пор используются шампанский, лоренский, пикардский и валлонский языки. Самым распространённым из них является валлонский. Долгое время они считались диалектами французского и отношение к ним было пренебрежительным, однако вплоть до начала XX века они доминировали в обществе, в то время как французский был языком высших классов (буржуазии).
В 1990 году эти языки были признаны региональными языками. Сейчас наблюдается возрождение интереса к этим языкам, особенно к валлонскому как наиболее распространённому. В некоторых школах валлонский преподаётся в качестве факультатива, иногда его можно услышать по радио, однако единственным официальным языком остаётся французский.
Французский, используемый в Валлонии, несколько отличается от французского Франции. Примечательной разницей является использование числительных septante (семьдесят), huitante (восемьдесят) и nonante (девяносто) вместо soixante-dix, quatre-vingt и quatre-vingt-dix.
Кроме вышеперечисленных языков, в провинции Люксембург, в приграничных с одноимённым государством районах, в ходу также люксембургский язык. Он является не романским, а германским, хотя и содержит много французских заимствований.

В Льеже работает Музей валлонской жизни.
- Указатель на немецком
- Лингвистическая карта Валлонии
- Табличка с названием улицы на валлонском

## Политика
Законодательный орган — Валлонский парламент (Parlement wallon), состоящий из 75 членов (из них двое должны представлять немецкоязычное сообщество) и избираемый всеобщим голосованием раз в пять лет, исполнительный орган — валлонское правительство (Gouvernement wallon), состоит из министра-председателя области Валлония (Ministre-président de la Région wallonne) и валлонских министров (Ministre wallon), представительные органы провинций — провинциальные советы (conseil provincial), исполнительные органы провинции — провинциальные коллегии (collège provincial), состоящие из губернатора (gouverneur) и депутатов (députés), представительные органы общин — исполнительные органы общин — общинные советы (Conseil communal), общинные коллегии (collège communal), состоящие из бургомистра (Bourgmestre) и скабинов (Échevin). На территории Валлонии существуют Апелляционный суд (Cour d’appel) Монса, Апелляционный суд Льежа, Апелляционный суд Брюсселя, суды первой инстанции (Tribunal de première instance), мировые судьи (Justice de paix).

## Экономика
В XIX веке Валлония была одним из первых регионов континентальной Европы, куда пришла из Англии промышленная революция. Тогда основой валлонской промышленности была угольная и металлургическая отрасли. Однако в первой половине XX века значение этих отраслей начало падать, и центр экономической активности переместился во Фландрию. В настоящее время Валлония получает денежные трансферы из Фландрии, что вызывает во Фландрии недовольство и способствует росту популярности крайне правых движений, некоторые из которых даже требуют отделения Фландрии от «нищих соседей».
Сейчас наиболее динамично развивающаяся отрасль валлонской экономики — туризм. Туристов привлекает природа Арденн и исторические города Бастонь, Динан, Дюбюи, а также известное своими минеральными водами местечко Спа.
Тяжёлым остаётся экономическое положение городов Шарлеруа и Льеж, которые до сих пор не могут оправиться от упадка традиционных отраслей промышленности — угольной и металлургической.

## Транспорт
За эксплуатацию автобусов и трамваев (трамвай есть только в одном валлонском городе — Шарлеруа) ответственна компания Société Régionale Wallonne du Transport (SRWT), действующая под «коммерческим» названием TEC (Transport en commun). Железные дороги на территории Валлонии эксплуатируются общебельгийской (федеральной) компанией «Общество бельгийских железных дорог» (фр. Société Nationale des Chemins de fer Belges, CNCB, нидерл. Nationale Maatschappij der Belgische Spoorwegen). Валлонский регион ответственен за эксплуатацию автомобильных дорог средней важности (самые важные автодороги являются федеральной собственностью, за местные дороги ответственны отдельные муниципалитеты).
На территории Валлонии у города Шарлеруа расположен международный аэропорт, по непонятным причинам официально именуемый Brussels South Airport, то есть аэропорт «Брюссель-Южный», хотя он расположен в 46 километрах от Брюсселя, а собственно Брюссельским аэропортом является Национальный аэропорт Завентем. Другой крупный аэропорт — аэропорт Льежа (аэропорт Брисет, по названию расположенного неподалёку посёлка). Это — второй по величине аэропорт Бельгии, после Завентема. Аэропорт Льежа специализируется на грузовых перевозках.
Рядом с Монсом расположен самый маленький аэропорт Бельгии — Сен-Гислен (St. Ghislain). Длина его единственной полосы — всего 705 метров, поэтому он может принимать только маленькие (в основном спортивные) самолёты. Рядом с Намюром расположен аэропорт «Сюарле» (Suarlée). Фактически это просто травяное лётное поле, однако он имеет международный код идентификации аэропортов — EBNM (код ICAO).

## Галерея
- Зимний валлонский пейзаж с замком
- даже сельские усадьбы Валлонии зачастую напоминают замки
- Типичный валлонский сельский дом
- Развалины замка Havré
- Замок в деревне Крюпэ под Намюром
- Дорога бук монументальный замок Mariemont (La Hestre)
- «Могила гиганта» в Ботассаре